# ビートルジュース (ミュージカル)
『ビートルジュース』（Beetlejuice）は、エディ・パーフェクト作詞作曲、スコット・ブラウンおよびアンソニー・キング脚本によるミュージカル。1988年の映画『ビートルジュース』を基にしている。死亡した夫婦が生前住んでいた家に住み始めた家族を脅かそうとし、詐欺的な自称エクソシストの幽霊ビートルジュースに助けを請い、名前を3回唱えることで登場する。ベテルギウス（Betelgeuse）は星の名前だが、しばしば「Beetlejuice」と綴られることから「ビートルジュース」と発音されることがある。
2018年10月、ワシントンD.C.にあるナショナル・シアター試験興行が行なわれ、2019年4月25日、ブロードウェイにあるウィンター・ガーデン・シアターで開幕した。ワーナー・ブラザース傘下のワーナー・ブラザース・シアター・ベンチャーがプロデュースしている。2020年3月10日、コロナウィルスの世界的蔓延により上演中止となった。2022年4月8日、ブロードウェイのマーキー・シアターで再開し、2023年1月8日に閉幕した。2022年12月に全米ツアー公演が開幕した。

## 背景
2016年、ティム・バートン監督、ジーナ・デイヴィスがバーバラ・メイトランド役、アレック・ボールドウィンがアダム・メイトランド役、ウィノナ・ライダーがリディア・ディーツ役、マイケル・キートンがビートルジュース役の1988年の映画『ビートルジュース』のミュージカル化が、クリストファー・フィッツジェラルドがタイトル・ロールで読み合わせが行なわれた後、ワーナー・ブラザースのプロデュース、アレックス・ティンバーズの演出により制作されることが発表された。2017年3月、オーストラリア人のミュージシャンでコメディアンのエディ・パーフェクトが作詞作曲、スコット・ブラウンおよびアンソニー・キングが脚本を担当し、クリス・ククルが音楽監督として5月に再び読み合わせが行なわれることとなった。アレックス・ブライトマンがタイトル・ロール、ソフィア・アン・カルソがリディア・ディーツ役、ケリー・バトラーがバーバラ・メイトランド役、ロブ・マクルアがアダム・メイトランド役で3回の読み合わせ、2回のワークショップが行なわれた。

## あらすじ

### 第1幕
墓地で人々がエミリー・ディーツの死を嘆き悲しむ。エミリーの娘のリディアは母親の死と、父親チャールズが自分に無関心なことを考える("Prologue: Invisible")。1,000歳の悪魔のビートルジュースが登場し、死んでしまえば全てが無駄になるのに、人生を一生懸命生きていくという考えを嘲笑う("The Whole “Being Dead” Thing")。ビートルジュースは観客に直接語り掛け、悪魔である自分は人間が3回名前を唱えない限り、自分の姿は生身の人間からは見ることができず、悪巧みを思いついたと明かす。
ビートルジュースはアダムとバーバラのメイランド夫妻を紹介する。普通の夫婦であって子を切望しているが精神的にまだ準備ができておらず、その不安な気持ちを趣味に没頭することで晴らす。子ができない理由を考えているうちに、家の床から落ちて死んでしまう("Ready, Set, Not Yet")。「新しく死者になった者へのガイドブック」が空から降ってくるが、ビートルジュースは夫妻を家に出没させ生きた人間に3回自分の名前を言わせるためにそれを焼き捨てる。夫妻は落下から目覚め、自分たちが死んでいることに気付き、ビートルジュースは自己紹介をして死後の世界に適応できるように手助けをすると語る("The Whole “Being Dead” Thing, Pt. 2")。ビートルジュースはディーツ一家が家を購入し、取り戻したければ怖がらせて追い出さなければならないと語り、夫妻はビートルジュースの助けを借りる("The Whole “Being Dead” Thing, Pt. 3")。
引越の最中、チャールズはリディアにゲーテッドコミュニティを始めたいとして、この家を最初のモデルハウスとして使用するために、仕事仲間とディナー・パーティをすると語る。リディアは母親に戻ってきてほしいと吐露し、母親が亡くなったことを誰も気にしていないと語る。母親がまだ存在する証しが欲しいと願い、一家の悲劇を父親に思い知らせると誓う("Dead Mom")。屋根裏部屋ではビートルジュースが夫妻に怖がらせ方を教える。ビートルジュースがどんなに教えても、夫妻は全く怖くならない("Fright of Their Lives")。ビートルジュースは夫妻にいらつき見捨てる。夫妻は自分たちでディーツ家を怖がらせようと誓う("Ready Set" (reprise))。チャールズがリディアのライフ・コーチとして雇ったデリアは実はチャールズの愛人であり、デリアはリディアに物事には全て理由があると語るが、リディアを前向きにさせることができない("No Reason")。コーチングの後にリディアは、ディーツ家を怖がらせようとうろうろするメイランド夫妻と会う。メイランド夫妻がディーツ家を追い出そうとする一方、リディアはこの家を出たがっている。リディアはこの家には幽霊が出ると父親に訴えるが、父親とデリアが婚約したことを知り落胆する。
チャールズが母親を置き換えようとしていると感じ、リディアは屋根に逃げる。ビートルジュースはもう人前に出られないと落胆して嘆く("Invisible" (reprise))。しかしリディアには自分が見えていることがわかって有頂天となり、リディアこそ自分の呪いを解いてくれて自由になれると思い、リディアに自殺しないよう説得する。リディアはビートルジュースをからかうが、なかなか名前を言おうとしない。メイランド夫妻がリディアの様子を見に行くが、ビートルジュースに取りつかれてリディアを説得するようにビートルジュースに都合のいいことを言わされる。どの幽霊もできる憑依について知り、その技術はともかく、リディアはチャールズのパーティをふち壊すためにビートルジュースではなくメイランド夫妻を選ぶ("Say My Name")。
ディナー・パーティにて、メイランド夫妻はチャールズ、リディア、そしてゲストに次々と取りつく("Day-O (The Banana Boat Song)")。しかし怖がらせるどころか、投資家たちは幽霊をセールスポイントとして、チャールズのプロジェクトにより興味を持つ。落胆したリディアはビートルジュースを頼り召喚する。人間から見えるようになり、自分の身の回りの世界に影響を与えることができるようになる。ビートルジュースはメイランド夫妻を屋根裏部屋に行かせ、チャールズ、デリア、投資家たちを家の外に放り投げリディアを喜ばせる。

### 第2幕
スカイという名のガール・スカウトの少女が観客に向かい、何かしらの衝撃があると心臓が止まってしまうという自身の心臓の問題について説明し、それでもガールスカウトでいられることが嬉しいと語る。スカイはディーツ家のドアベルを鳴らし、出迎えたリディアが家に招き入れる("Girl Scout")。しかしビートルジュースが登場し、スカイを怖がらせて追い出す。ビートルジュースはリディアが追い出したい来客を怖がらせるために何パターンもの召喚方法を見せる("That Beautiful Sound")。ビートルジュースはリディアが死者と暮らして活動するのだから、死者の間のルールも知るべきだとして「新しく死者になった者へのガイドブック」を与える。しかしリディアは死者ではないため開くことができない。それでもリディアは母親と再会できるかもしれないと気付き、メイランド夫妻の助けを求めて屋根裏部屋に駆け込む。置いてけぼりとなりまた裏切られたと感じたビートルジュースは自身のクローンを相手に、自分が人間から見えるようになり人間と繋がるようになり、いかに家を出たいか語り掛ける。このためビートルジュースはリディアを騙して自分と結婚させ、人間界を自由に歩き回れるようにしようと決意する("That Beautiful Sound" (reprise))。
屋根裏部屋において、メイランド夫妻はリディアがガイドブックを開くのを手伝うが、家に残るよりネザーワールドに直行すべきだったと知る。アダムはネザーワールドのドアを開けるが、バーバラは家を離れるのを恐れてドアとガイドブックを閉じる。リディアはガイドブックを使用し母親を召喚しようと思っていたためメイランド夫妻を非難し、怒って落胆する。バーバラは恐怖心が自分たちを後退させていることに気付き、メイランド夫妻は勇敢でより良い人間になろうと誓う("Barbara 2.0")。
デリア、チャールズ、デリアの教祖のオーソがリディアを救出しようと、魂を封じ込めることができるとされる箱を持って家に入ってくる。ビートルジュースはリディアに、ガイドブックの一節を読めば母親を蘇らせると騙すが、リディアは知らず知らずのうちにバーバラがいなくなってしまう除霊を始め、それを止めるためにビートルジュースとの結婚に無理矢理同意させられる("The Whole “Being Dead” Thing, Pt. 4")。ビートルジュースは除霊を止めるが、メイランド夫妻を永久追放するためネザーワールドのドアを開ける。しかしリディアがドアを飛び越えチャールズもそれを追いかける。再び自身の計画が失敗して立腹したビートルジュースは皆殺しを決意する("Good Old Fashioned Wedding")。
リディアとチャールズはネザーワールドに入り、ミス・アルゼンチンら住民たちに出迎えられるが人間界に戻るよう促される("What I Know Now")。ネザーワールド税関処理のジュノと出会うが、すぐに生身の人間であることを見破られる。リディアはジュノの前から走り去り、ネザーワールド中で母親を必死に探すが見つからない。チャールズは悲嘆するリディアを見つけて仲直りする("Home")。
リディアとチャールズは家に戻ると、ビートルジュースは皆殺しの準備をしている。リディアはチャールズ、デリア、メイランド夫妻が悪魔召喚の準備を整える時間稼ぎに、ビートルジュースに結婚に同意すると騙す("Creepy Old Guy")。ビートルジュースは人間との結婚で生身の人間として蘇るが、リディアに刺殺され「新しく死者になった者」となる。リディアとメイランド夫妻はビートルジュースをネザーワールドに行かせようとするが、ジュノが登場してビートルジュースの母親であることを明かし、リディアをネザーワールドに連れて行こうとする。ほんの一瞬生身の人間となり命の大切さを学んだビートルジュースはジュノを止める。ビートルジュースの話に感動した振りをしたジュノはビートルジュースを家の外に放り投げる。メイランド夫妻、チャールズ、デリアはジュノがリディアを連れていくのを止める。ビートルジュースはサンドワームに乗って壁を突き破り、サンドワームはジュノを食べる。
ビートルジュースは皆に最後の別れを告げて出て行く。ディーツ家とメイランド夫妻は勝利を祝し、家の損壊の修繕および片付けのため共に暮らすことに同意する。リディアは母親が亡くなってもこの先の人生には未来があることを受け入れる("Jump in the Line").

## 主要登場人物および出演者
| 登場人物                    | ワシントンD.C.(2018年)   | ブロードウェイ(2019年)   | ブロードウェイ (2022年)        | 全米ツアー(2022年)           |
| --------------------------- | ------------------------ | ------------------------ | ------------------------------ | ---------------------------- |
| ビートルジュース            | アレックス・ブライトマン | アレックス・ブライトマン | アレックス・ブライトマン       | ジャスティン・コレット       |
| リディア・ディーツ          | ソフィア・アン・カルソ   | ソフィア・アン・カルソ   | エリザベス・ティーター         | イザベラ・エスラー           |
| アダム・メイランド          | ロブ・マクルア           | ロブ・マクルア           | デイヴィッド・ジョセフスバーグ | ウィル・バートン             |
| バーバラ・メイランド        | ケリー・バトラー         | ケリー・バトラー         | ケリー・バトラー               | ブリトニー・コールマン       |
| デリア・シュライマー        | レスリー・クリッツァー   | レスリー・クリッツァー   | レスリー・クリッツァー         | ケイト・マリリー             |
| ミス・アルゼンチン          | N/A                      | レスリー・クリッツァー   | ミシェル・アラヴェナ           | ダニエル・マリー・ゴンザレス |
| チャールズ・ディーツ        | アダム・ダンハイザー     | アダム・ダンハイザー     | アダム・ダンハイザー           | ジェシー・シャープ           |
| マキシー・ディーン / 神父   | ダニー・ルティグリアーノ | ダニー・ルティグリアーノ | ダニー・ルティグリアーノ       | ブライアン・ヴォーン         |
| マキシン・ディーン / ジュノ | ジル・エイブラモヴィッツ | ジル・エイブラモヴィッツ | ゾニア・ラヴ                   | カーマイン・アラーズ         |
| オーソ                      | ケルヴィン・ムーン・ロウ | ケルヴィン・ムーン・ロウ | ケルヴィン・ムーン・ロウ       | エイブ・ゴールドファーブ     |
| スカイ(ガールスカウト)      | ダナ・スタインゴールド   | ダナ・スタインゴールド   | ダナ・スタインゴールド         | ジャッキラ・デイヴィス       |

## 使用楽曲
| 第1幕 - Prologue: Invisible - リディア、アンサンブル - The Whole “Being Dead” Thing – ビートルジュース、アンサンブル - Ready, Set, Not Yet – アダム and バーバラ - The Whole “Being Dead” Thing, Pt. 2 – ビートルジュース、アンサンブル - The Whole “Being Dead” Thing, Pt. 3 – ビートルジュース - Dead Mom – リディア - Fright of Their Lives – ビートルジュース, アダム, バーバラ、アンサンブル - Ready Set, Not Yet (reprise) – バーバラ、アダム - No Reason – デリア、リディア - Invisible (reprise)/On the Roof – ビートルジュース - Say My Name – ビートルジュース, リディア, バーバラ、アダム - バナナ・ボート Day-O (The Banana Boat Song) – デリア, チャールズ, マキシー, マキシン、アンサンブル |  | 第2幕 - Girl Scout – スカイ - That Beautiful Sound – ビートルジュース, リディア、アンサンブル - That Beautiful Sound (reprise) – ビートルジュース、アンサンブル - Barbara 2.0 – バーバラ、アダム - The Whole “Being Dead” Thing, Pt. 4 – ビートルジュース - Good Old Fashioned Wedding – ビートルジュース - What I Know Now - ミス・アルゼンチン、アンサンブル - Home - リディア - Creepy Old Guy – リディア, アダム, バーバラ, ビートルジュース, チャールズ, デリア、アンサンブル - Jump in the Line (Shake, Senora) / Dead Mom (reprise) / Home (reprise) / Day-O (reprise) – リディア, バーバラ, アダム, デリア、チャールズ |

Keys
1. 1 2 3 4  キャスト・レコーディングには含まれない。
2. 1 2  1988年の原作映画版で使用された。

## プロダクション

### 2018年、ワシントンD.C.
2018年10月14日から11月18日までワシントンD.C.のナショナル・シアターにて、ブロードウェイ公演を見据えた試験興行が行なわれた。アレックス・ティンバーズが演出、コナー・ギャラガーが振付、クリス・ククルが音楽監督、デイヴィッド・コリンズが装置デザイン、ウィリアム・アイヴィ・ロングが衣裳デザイン、ケネス・ポスナーが照明デザイン、ピーター・ハイレンスキーが音響デザイン、ピーター・ニグリニがプロジェクション・デザイン、マイケル・カリーがパペット・デザイン、ジェレミー・カーニックが特殊効果、マイケル・ウェバーがイリュージョン、マット・スタインが音楽プロデュース、デイヴィッド・ダボンがダンス・アレンジを担当した。アレックス・ブライトマンがビートルジュース役、ソフィア・アン・カルソがリディア役、ケリー・バトラーがバーバラ役、ロブ・マクルアがアダム役、レスリー・クリッツァーがデリア役、アダム・ダンハイザーがチャールズ役、ジル・エイブラモヴィッツがマキシン役、ダニー・ルティグリアーノがマキシー役、ケヴィン・ムーンがオーソ役に配役された。

### 2019年 - 2023年、ブロードウェイ

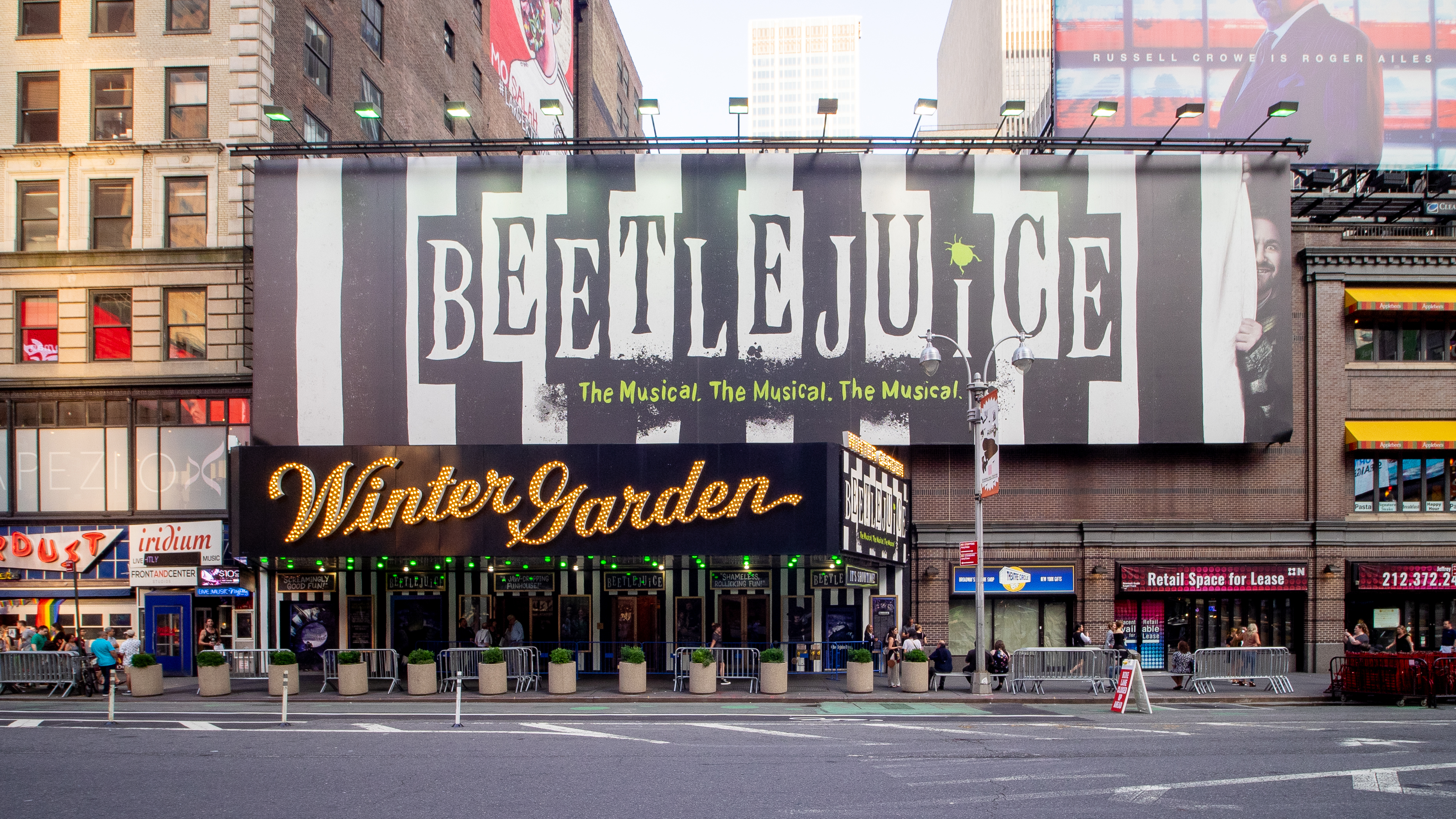
ウィンター・ガーデン・シアターでのブロードウェイ公演

2019年、ブロードウェイのウィンター・ガーデン・シアターにて同じ出演者および制作陣で、3月28日にプレビュー公演、4月25日に本公演が開幕した。2019年9月、アダム役はデイヴィッド・ジョセフスバーグが後継し、2020年2月、閉幕までの2週間、アンダースタディのプレスリー・ライアンがリディア役を後継した。ウィンター・ガーデンにて『ザ・ミュージックマン』再演が上演される契約となっていたため、2020年6月6日に閉幕する予定であった。しかし、プレビュー公演27回、本公演366回上演後、コロナウィルスの世界的蔓延によりブロードウェイ・リーグがブロードウェイの全公演を中止する直前の2020年3月10日に閉幕した。
ブロードウェイ・プロダクションによるキャスト・アルバムはヒットした。
2022年4月8日、マーキー・シアターにて再開され、ブライトマンがビートルジュース役を再演した他、バトラー、ジョセフスバーグ、ダンハイザー、クリッツァー、ロウ、ルティグリアーノがそれぞれの役を再演した。エリザベス・ティーターがリディア役、ミシェル・アラヴィナがミス・アルゼンチン、ゾニア・ラヴがマキシン・ディーン/ジュノ役に配役された。2023年1月8日、プレビュー公演27回、本公演679回上演ののち閉幕した。
2022年12月1日、ケンタッキー州パデューカのカーソン・センターにて全米ツアー公演が開幕し、2023年10月までの公演地が発表された。ジャスティ・コレットがビートルジュース役、イザベラ・エズラ―がリディア役、ブリトニー・コールマンがバーバラ役、ウィル・バートンがアダム役、カーマイン・アラーズがマキシン役に配役され、再びティンバーズが演出、ギャラガーが振付を担当した。

## レコーディング
2019年6月7日、ゴーストライト・レコードからオリジナル・ブロードウェイ・キャスト・レコーディングがデジタル配信された。
2020年10月30日、2014年から2019年の作詞作曲家のパーフェクトによるミュージカル制作中の音源を集約した『Beetlejuice – The Demos! The Demos! The Demos!』がゴーストライト・レコードからリリースされた。本作で使用される楽曲、カットされた楽曲の双方、およびパーフェクトによる解説が収録されている。

## 受賞歴

### ブロードウェイ・プロダクション
| 年   | 賞                           | 部門                                                         | ノミネート者                                                 | 結果       |
| ---- | ---------------------------- | ------------------------------------------------------------ | ------------------------------------------------------------ | ---------- |
| 2019 | トニー賞                     | ミュージカル作品賞                                           | ミュージカル作品賞                                           | ノミネート |
| 2019 | トニー賞                     | ミュージカル脚本賞                                           | スコット・ブラウン アンソニー・キング                        | ノミネート |
| 2019 | トニー賞                     | オリジナル楽曲賞                                             | エディ・パーフェクト                                         | ノミネート |
| 2019 | トニー賞                     | ミュージカル主演男優賞                                       | アレックス・ブライトマン                                     | ノミネート |
| 2019 | トニー賞                     | ミュージカル装置デザイン賞                                   | デイヴィッド・コリンズ                                       | ノミネート |
| 2019 | トニー賞                     | ミュージカル衣裳デザイン賞                                   | ウィリアム・アイヴィ・ロング                                 | ノミネート |
| 2019 | トニー賞                     | ミュージカル照明デザイン賞                                   | ケネス・ポスナー ピーター・ニグリニ                          | ノミネート |
| 2019 | トニー賞                     | ミュージカル音響デザイン賞                                   | ピーター・ハイレンスキー                                     | ノミネート |
| 2019 | 海外批評家サークル賞         | 装置デザイン賞                                               | デイヴィッド・コリンズ                                       | 受賞       |
| 2019 | 海外批評家サークル賞         | 衣裳デザイン賞                                               | ウィリアム・アイヴィ・ロング                                 | ノミネート |
| 2019 | 海外批評家サークル賞         | プロジェクション・デザイン賞                                 | ピーター・ニグリニ                                           | ノミネート |
| 2019 | 海外批評家サークル賞         | ミュージカル助演女優賞                                       | レスリー・クリッツァー                                       | ノミネート |
| 2019 | ドラマ・リーグ・アワード     | Founder's Award for Excellence in Directing                  | アレックス・ティンバーズ                                     | 受賞       |
| 2019 | ドラマ・リーグ・アワード     | Outstanding Production of a Broadway or Off-Broadway Musical | Outstanding Production of a Broadway or Off-Broadway Musical | ノミネート |
| 2019 | ドラマ・リーグ・アワード     | Distinguished Performance Award                              | アレックス・ブライトマン                                     | ノミネート |
| 2019 | ドラマ・リーグ・アワード     | Distinguished Performance Award                              | レスリー・クリッツァー                                       | ノミネート |
| 2019 | ドラマ・デスク・アワード     | ミュージカル助演女優賞                                       | レスリー・クリッツァー                                       | ノミネート |
| 2019 | ドラマ・デスク・アワード     | ミュージカル脚本賞                                           | スコット・ブラウン アンソニー・キング                        | ノミネート |
| 2019 | ドラマ・デスク・アワード     | ミュージカル装置デザイン賞                                   | デイヴィッド・コリンズ                                       | 受賞       |
| 2019 | ドラマ・デスク・アワード     | ミュージカル衣裳デザイン賞                                   | ウィリアム・アイヴィ・ロング                                 | ノミネート |
| 2019 | ドラマ・デスク・アワード     | プロジェクション・デザイン賞                                 | ピーター・ニグリニ                                           | ノミネート |
| 2019 | ドラマ・デスク・アワード     | ウィッグ・ヘア・デザイン賞                                   | チャールズ・G・ラポワント                                    | ノミネート |
| 2019 | ドラマ・デスク・アワード     | パペット・デザイン賞                                         | マイケル・カリー                                             | ノミネート |
| 2019 | シアター・ワールド・アワード | ニューヨーク新人賞                                           | ソフィア・アン・カルソ                                       | 受賞       |

## 日本版公演
2023年8月に新橋演舞場、9月に御園座・大阪松竹座にてノンレプリカ版が上演された。主演はジェシー。演出は福田雄一。製作は松竹株式会社・フジテレビ。
2025年5月に日生劇場、6月に新歌舞伎座で再演予定。
| 登場人物         | 日本版初演 (2023年)  | 再演 (2025年)         |
| ---------------- | -------------------- | --------------------- |
| ビートルジュース | ジェシー（SixTONES） | ジェシー（SixTONES）  |
| アダム           | 勝地涼               | 勝地涼                |
| バーバラ         | 愛加あゆ             | 愛加あゆ              |
| リディア         | 清水美依紗           | 清水美依紗 / 山﨑玲奈 |
| チャールズ       | 吉野圭吾             | 吉野圭吾              |
| デリア           | 瀬奈じゅん           | 瀬奈じゅん            |